# Eva Demski
Eva Katrin Küfner, meglio nota come Eva Demski (Ratisbona, 12 maggio 1944), è una scrittrice tedesca.

## Biografia
Ha studiato letteratura, filosofia e storia dell'arte all'Università Johannes Gutenberg di Magonza e all'Università di Friburgo in Brisgovia. Durante gli anni universitari è stata membro in prima linea nella Lega tedesca degli studenti socialisti.
Dopo gli studi lavora come traduttrice, giornalista e assistente di drammaturgia presso la Städtische Bühnen di Francoforte. Esordisce come scrittrice nel 1979 con il romanzo autobiografico Goldkind, ma l'opera che le dà la notorietà è il romanzo satirico Karneval ("Carnevale", 1981), una critica corrosiva della vita di ogni giorno in Germania Est.